# Arc de Carpentras

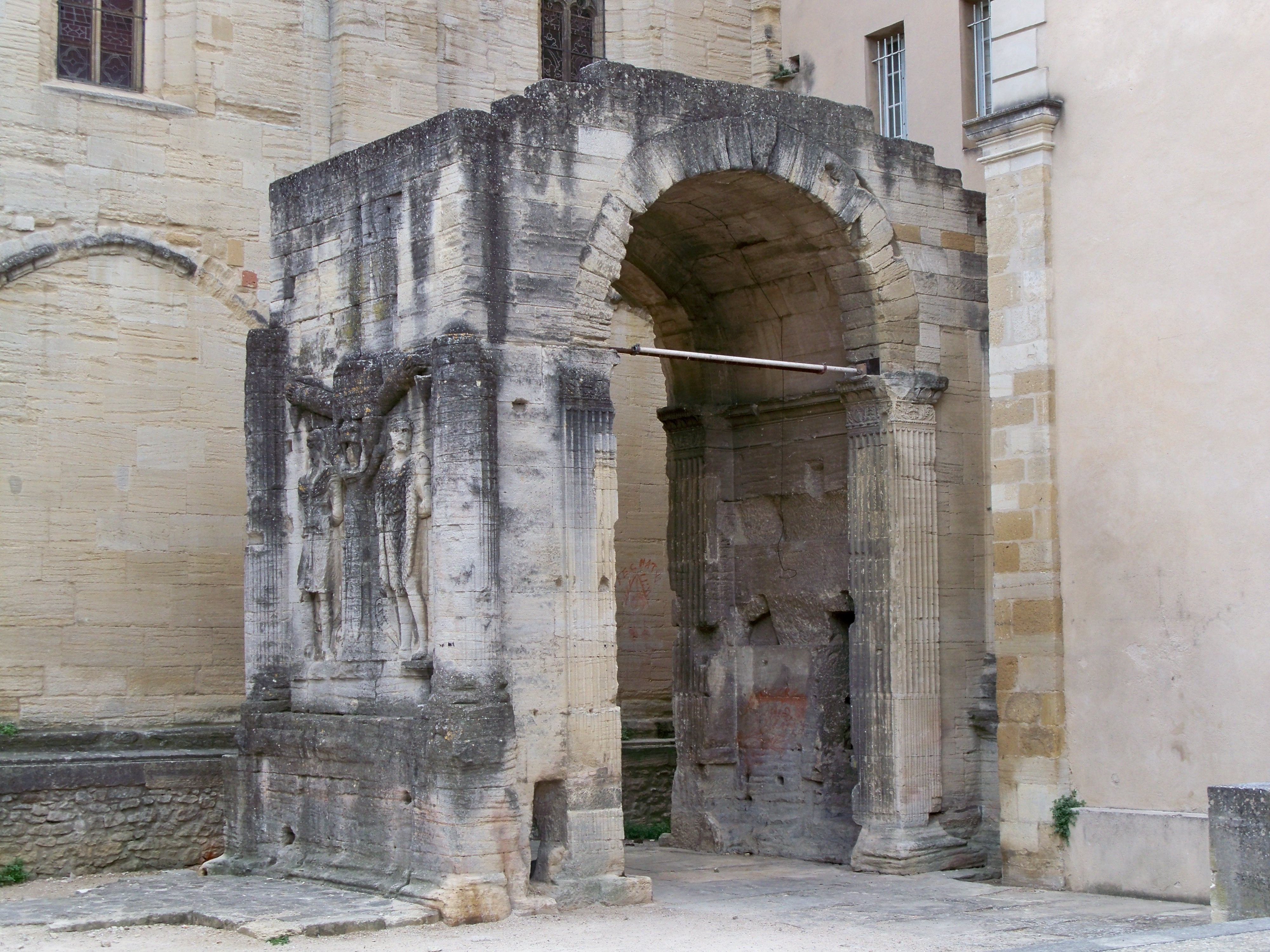
Arc de Carpentras

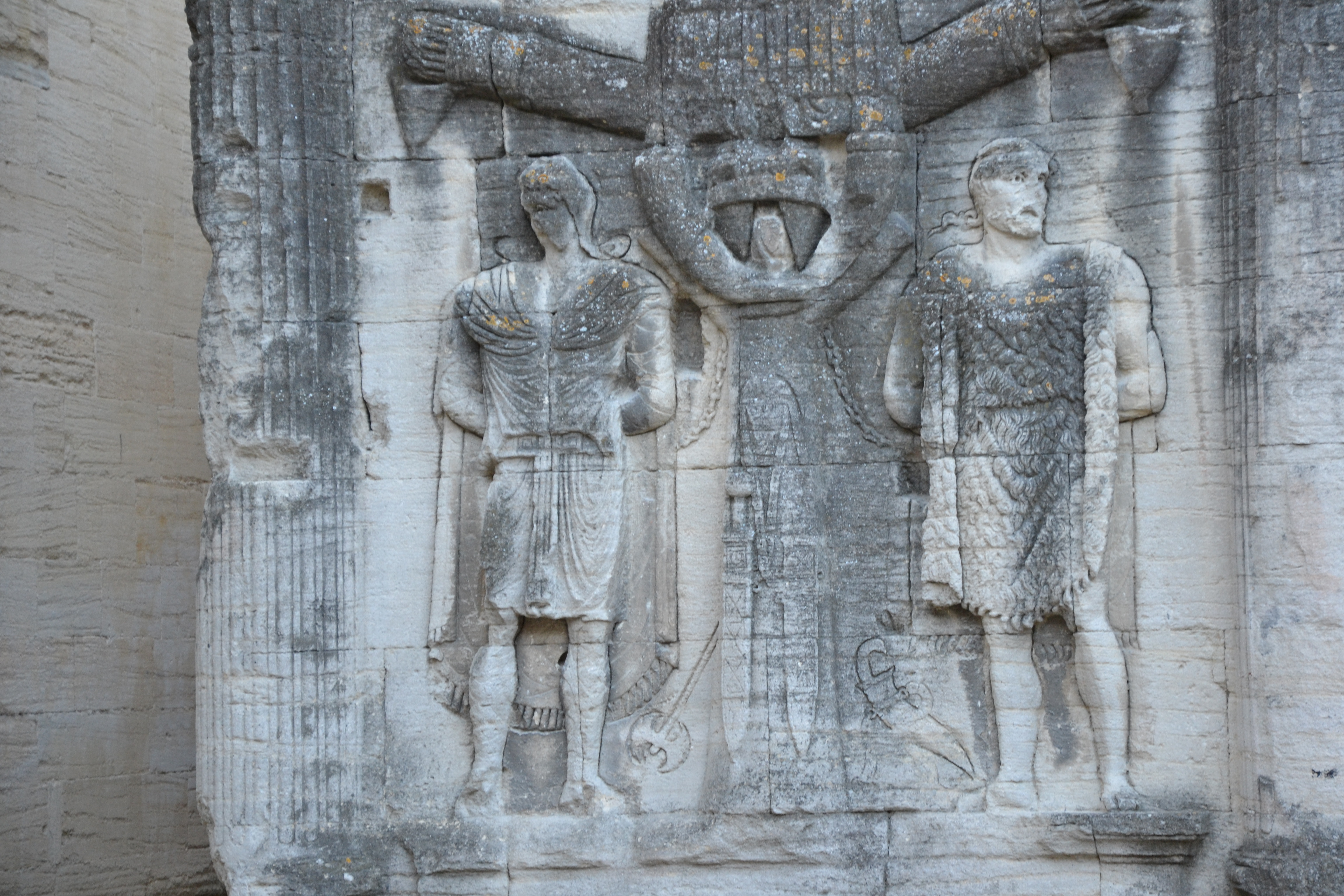
Detail mit Relief (westliche Schmalseite)

Der Arc de Carpentras ist ein römischer Ehrenbogen in Carpentras, einer Stadt im Département Vaucluse in  der französischen Region Provence-Alpes-Côte d’Azur, der im 1. Jahrhundert errichtet wurde. Der Arc de Carpentras befindet sich an der Rückseite des Justizpalastes in einer Ecke zur ehemaligen Kathedrale St-Siffrein. Er ist seit 1840 als Baudenkmal (Monument historique) geschützt.

## Beschreibung
Der Arc de Carpentras ist das einzige erhaltene Bauwerk des römischen Carpentoracte. Im Mittelalter war der Ehrenbogen als Vorhalle in die romanische Kathedrale einbezogen worden. Im 19. Jahrhundert wurde er wieder freigestellt.
Das einbogige Tor zeigt an seinen Schmalseiten Reliefs mit Gefangenenpaaren, die mit Ketten an einen Pfahl gebunden sind. An der Westseite trägt die linke Figur ein knielanges Gewand mit einem Überwurf und der Kopf wird von einer Kapuze bedeckt. Die Figur neben ihm ist in Fell gehüllt, möglicherweise wird ein Germane dargestellt. An der östlichen Seite ist eine Figur wiederum mit knielangem Gewand und mit einem Überwurf dargestellt, die andere Person ist mit einer Tunika gekleidet.